# Sigdal
Sigdal é uma comuna da Noruega, com 842 km² de área e 3530 habitantes (censo de 2004).         